# Colt Canada C7
Colt Canada C7 — автоматична гвинтівка, виробництва компанії Colt Canada (до 2005 року Diemaco), схожа за конструкцією та функціонуванням на Colt M16A3.
C7 та її варіанти прийняті як службові гвинтівки на озброєння військовими Канади, Норвегії (лише спецпідрозділи), Данії та Нідерландів. Після випробувань варіанти C8 було обрано як службову зброю сил спеціальних операцій Об'єднаного Королівства. Крім того, зброя є службовою зброєю ВПС Данії (C8A1) та інші спеціалізовані користувачі в голландських і британських збройних силах.
Зброю використовують у різних бойових діях канадські, британські, норвезькі, голландські та данські збройні сили в Афганістані, Іраку та Малі. З жовтня 2022 року — також на озброєнні певних підрозділів ЗСУ.

## C7

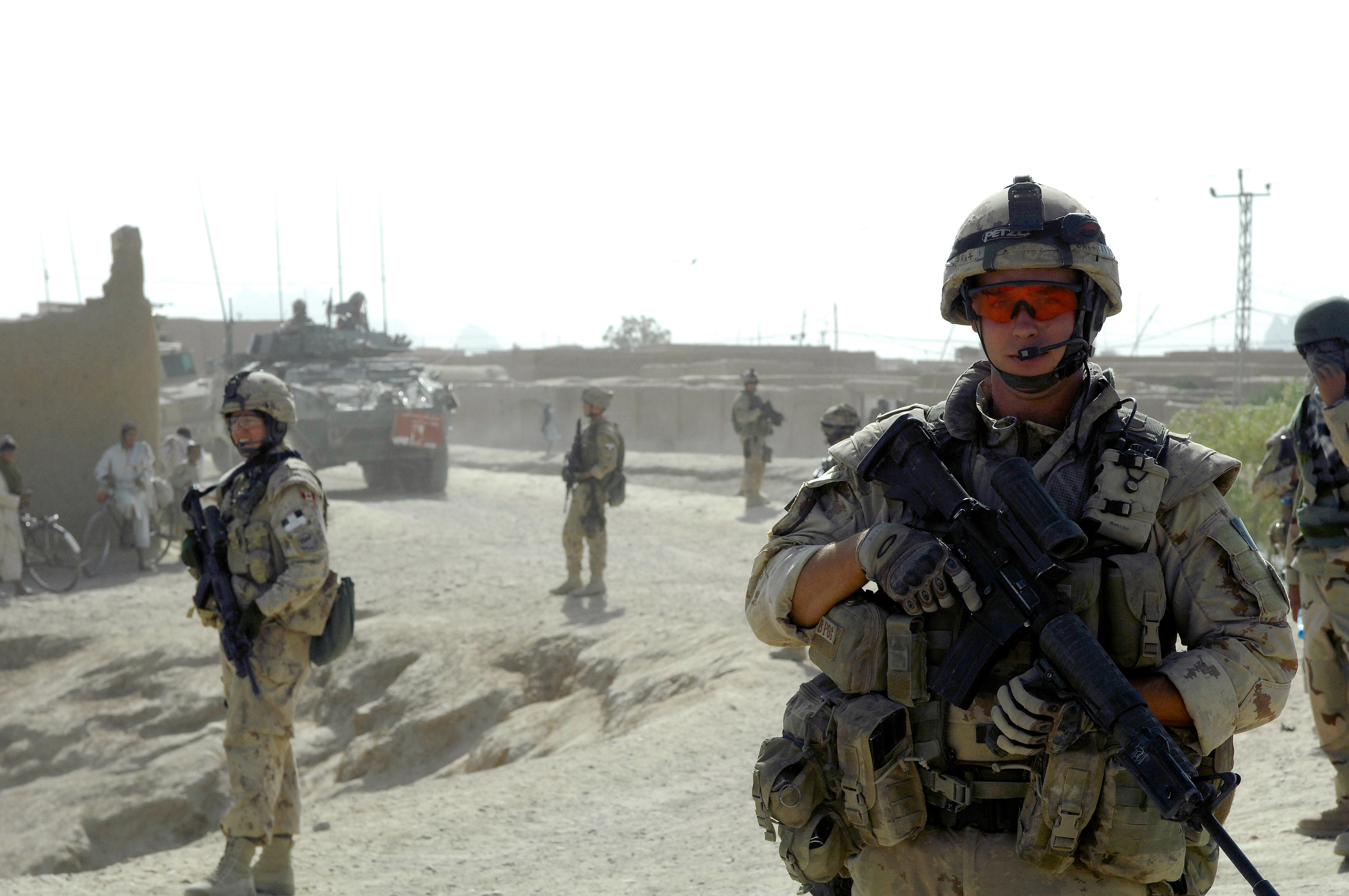
Канадські солдати Групи реконструкції провінції Кандагар (PRT) під час патрулювання з C7A2.

Розробка штурмової гвинтівки C7 велася паралельно з розробкою гвинтівки M16A2 компанії Кольт. Офіцер зв'язку канадських сил співпрацював із Корпусом морської піхоти США у Програмі вдосконалення продукції M16A1 та передавав інформацію до канадського Управління програми заміни гвинтівки. C7 дужче схожа на більш ранню гвинтівку M16A1E1, ніж на кінцевий продукт M16A2. Ранні C7 випускала компанія Кольт для канадських збройних сил під назвою Colt Model 715. Серія гвинтівок C7 має таку саму автоматику з безпосередньою дією порохових газів, як і серія M16. Як і гвинтівки M16A1 та M16A3, C7 має самозарядний та автоматичний режими ведення вогню. C7 також відрізняється посиленою конструкцією, поліпшеною цівкою і подовженим прикладом, розробленим для M16A2. Diemaco змінили лючок у прикладі для легшого доступу, а для регулювання довжини прикладу є 13 мм розпірна втулка. Найбільш помітною зовнішньою різницею між американською M16A2 та Diemaco C7 є збереження цілику в стилі А1. Не таким очевидним є використання Diemaco кованих стволів, оскільки канадці спочатку бажали використовувати важкий профіль ствола замість профілю M16A2. Також Diemaco розробили іншу, ніж у Кольта, систему кріплення гранатомета M203 для лінійки гвинтівок C7. C7 мала темп вогню 700—900 пострілів за хвилину.

### C7A1
В C7A1 (Diemaco C7FT) замінили відкритий приціл/руків'я переноски на модифіковану рейку Вівера для кріплення оптики. Канадська розробка рейки передувала стандартизації в США MIL-STD-1913 «рейки Пікатінні», тому «канадська рейка» або «рейка Diemaco» дещо відрізняється. На планці 14 пазів замість 13 і кожен паз вужчий. Висота рейки також вища, дозволяє використовувати стійку мушки нормальної висоти, тоді як планка Пікатінні потребує використання вищої стійки мушки з маркуванням F. Під час розробки оригінальні рейки були прикріплені до верхньої частини ствольної коробки вакуумним методом. Для виробництва рейка і ствольна коробка виготовлялися з однієї поковки. Кріпити можна звичайні відкриті приціли або оптичний приціл ELCAN C79 Optical Sight 3,4×, обидва з них можна регулювати під індивідуальний зір стрільця. Оптичний приціл було розроблено для легкого кулемета C9 та має горизонтальні і вертикальні міліметрові риски, які використовують для визначення відстані та відхилення, а також мав тритієву прицільну стійку з підсвіткою замість звичайного перехрестя. Масштабування 3,4 × є досить потужним, щоб правильно бачити цілі на максимально точній відстані в 400 м, але як і більшість оптичних прицілів зі збільшенням критикують за схильність до створення тунельного зору на близьких відстанях. Хоча широка діафрагма допомагає прискорити захват цілі, канадські солдати відмовляються від прицілу C79 на користь оптичних прицілів без збільшення або резервних відкритих прицілів, коли вступають у бій або тренуються в ближньому бою. Мушка була змінена з квадратної стійки на круглу діаметром 1,3 мм.

### C7A2

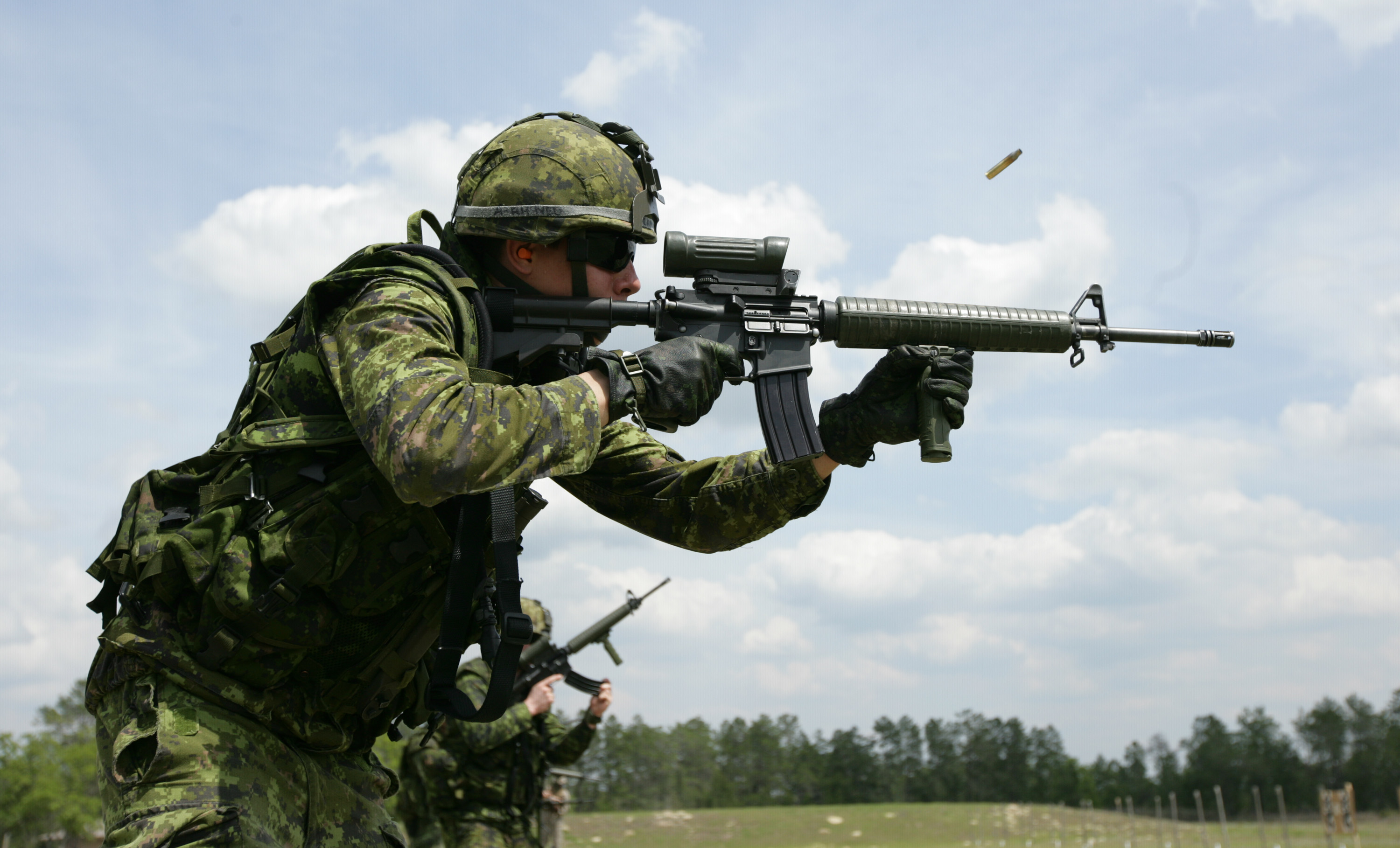
Канадський солдат стріляє з штурмової гвинтівки C7A2 на відстані з прицілом C79A2. У цьому конкретному прикладі відсутнє стандартне кріплення TRIAD

Після участі канадських військових в Афганістані, Diemaco та канадські військові розробили покращення C7A1, щоб краще відповідати поточній оперативній ситуації. В результаті C7A2 отримала чотириточковий телескопічний приклад схожий на той самий, що і у карабіна C8 і кріплення TRI-AD I з трьома рейками на трикутній мушці. Важіль селектора, фіксатор магазина та засувка ручки зарядки розташовані з обох боків. Крім того, C7A2 стандартно оснащувався фурнітурою зеленого кольору. Цю зброю часто можна зустріти з такою ж кількістю аксесуарів, що й її американські аналоги, враховуючи загальні риси системи і рейкові кріплення. C7A2 також випускають з оптичним прицілом C79A2 ELCAN з масштабуванням 3,4×, але з рівномірним зеленим гумовим броньованим покриттям, проте деякі солдати, які отримали такі приціли, отримали або придбали приціли типу голографічних збройних прицілів EOTech та Trijicon ACOG. У відділенні з восьми чоловік шість солдатів зазвичай мають C7A2: командир відділення і заступник командира, два гренадери і два стрільці, і тільки кулеметники несуть легкі кулемети C9A2. C7A2 вважається оновленням «середнього віку» лінійки C7. Додавання рейки TRI-AD допомагає солдатам легше кріпити аксесуари, такі як лазерний цілевказівник і тактичні ліхтарі. Багато гвинтівок A2 також мають складні руків'я компанії Cadex Defence під цівкою де можна зберігати 2 батареї CR123.
Канадські збройні сили прагнуть оновити і модернізувати свій запас штурмових гвинтівок C7A2, хоча за станом на середину 2016 роки нічого не є офіційним або визначеним. Одне з найбільших оновлень, яке може бути реалізовано, — це заміна стандартної верхньої ствольної коробки з пласким верхом на стандартні цівку, торцеву кришку цівки і основу мушки на монолітну верхню ствольну коробку зі вбудованою алюмінієвою цівкою з чотирма рейками для збільшення модульності з аксесуарами і вільний плаваючий ствол для підвищеної точності. Це поставило б парк службових гвинтівок канадських збройних сил в один ряд з останніми пропозиціями Colt Canada і оновленнями данських і голландських збройних сил, які взяли на озброєння гвинтівки з монолітними верхніми ствольними коробками. Ця версія вимагатиме використання Colt Canada M203A1 з іншою системою кріплення через нову алюмінієву цівку з чотирма рейками. Оскільки Colt Canada розробила і випускає MRR (Modular Rail Rifle — модульна рейкова гвинтівка) яка має монолітну верхню ствольну коробку з системою кріплення Magpul M-LOK, канадські збройні сили могли б рухатися в цьому напрямку використав коротший ствол довжиною 470 мм, замість стандартного 510 мм ствола, і пряму газову трубку з низькопрофільним газовим блоком. Також розглядається використання вбудованих глушників. Крім того, будуть використовувати коротшу засувку заряджання, на відміну від дуже довгої засувки в C7A2, яка чіпляється за обладнання і жилети, що призводить до згинання засувки і поломки руків'я зарядки.

## C8
Карабін Colt Canada C8 це версія гвинтівки C7 у варіанті карабіну, які механічно та естетично дуже схожі на Colt 653. Компанія Кольт виготовила перші C8 для канадських збройних сил під назвою Colt Model 725. C8 мала профільний ствол 368 мм A1, як у карабіна Colt Model 653 M16A1, але з кроком нарізів 1 до 180 мм, що підходить до набою 5,56×45 мм НАТО C77. C8 включає удосконалення конструкції, характерні для штурмових гвинтівок C7. C8 має темп вогню приблизно 750—950 пострілів за хвилину.

### C8A1
Покращений C8A1 (Diemaco C8FT) по суті є карабіном C8 з пласкою верхньою ствольною коробкою C7A1; має 368-міліметровий ствол на відміну від 508-міліметрового ствола C7. Загальна компоновка зброї практично не змінилася, за винятком верхньої ствольної коробки і загального включення прицілу C79. C8A1 також можна побачити зі знімним руків'ям з прицілами A1 розробки Diemaco для C7FT та C8FT. C8A1 ніколи офіційно не приймали на озброєння збройних сил Канади і використовувалася лише в Афганістані за можливість використання оптичних прицілів C79.

### C8A2
Карабін C8A2 дуже схожий на C8, але має кований важкий 368-міліметровий ствол (на відміну від 14,5-дюймового ствола з профілем олівця) та пласку верхню коробку.

### C8SFW
Зброя Спеціальних Сил (Special Forces Weapon, SFW) має довший, важчий 399-міліметровий ствол ніж у C8A1. Він призначений для забезпечення вогневої підтримки в формі карабіну. Кожух, який має назву кожуха саймона, одягається на кінець ствола і утримується компенсатором і шайбою. Його використовують для кріплення багнета та гранатомета M203A1. Основа мушки зміцнена для встановлення гранатомета Heckler & Koch AG-C/EGLM. Сили спеціальних операцій Великої Британії (UKSF) прийняли на озброєння C8 SFW, під позначенням «L119A1». У 2014 році UKSF оновили карабін до «L119A2», було встановлено вбудовану верхню ствольну коробку (IUR). Ця версія C8 також знаходиться на озброєнні Норвезьких сил спеціальних операцій.

### C8FTHB
Сумніви канадського полку легкої піхоти принцеси Патриції в C8 призвели до створення C8FTHB. C8FTHB (Flat Top Heavy Barrel) має чисельні покращення у порівнянні з C8, в тому числі важкий кований ствол M4 з вирізом для кріплення гранатомету M203A1 та багнета, а також оптичного прицілу Elcan C79 Optical Sight.
Деякі ранні карабіни C8FTHB мали старі відновлені ствольні коробки C8. «FTHB» було нанесено за маркуванням C8 на нижній ствольній коробці. Компанія Colt Canada пізніше почала випускати нові нижні ствольні коробки з маркуванням C8FTHB. Пізніше карабіни C8FTHB були оновлені до C8A3, де штамп «A3» було нанесено за маркуванням, повністю штамп виглядав «C8FTHBA3». Лише 400 C8FTHB було оновлено до C8FTHBA3 до того, як Colt Canada почали наносити простий штамп на нові ствольні коробки «C8A3».

### C8A3
C8FTHB були швидко замінені на C8A3, який отримав такий самий кований 399-міліметровий ствол та пласку верхню стволову коробку, як і C8FTHB, а також зелену фурнітуру, двобічну засувку руків'я зарядки, фіксатор магазина та важіль перевідника вогню. Крім того, він має рейку TRIAD I для C8, яка має на одни паз менше ніж рейка C7 TRIAD I, для встановлення прицілу M203A1.

### Інші варіанти C8
Існують два додаткові варіанти C8. C8CQB схожий на Mark 18 Mod 0 CQBR. Карабін має 254- або 295-міліметрові стволи та полум'ягасник Vortex Flash Hider розроблений компанією Smith Enterprise Inc. Менший варіант Personal Defense Weapon (PDW) має загальну довжину 530 мм з повністю висунутим прикладом. Він має 145-міліметровий ствол, а подовжувач ствольної коробки вкорочений на 42 мм.
В 2010 році C8 IUR (Integrated Upper Receiver) було прийнято на озброєння збройних сил Данії та спецназу Данської служби безпеки та розвідки, під назвою «Gevær M/10».
В 2011 році канадська королівська кінна поліція прийняла на озброєння самозарядну версію C8 IUR з допоміжними компонентами в якості патрульного карабіна.

## Diemaco LSW

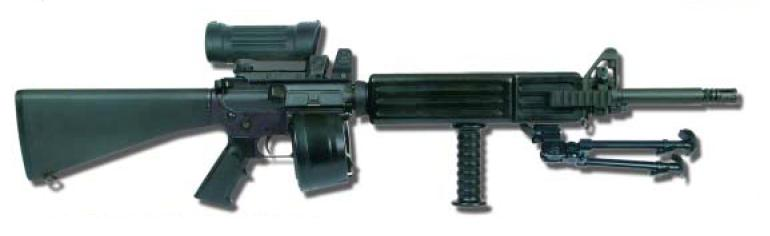
Данський LSW M/04 з оптичним прицілом

Компанії Colt та Diemaco об'єдналися для розробки зброї у варіанті автоматичної зброї відділення. Diemaco Light Support Weapon (LSW) отримала важкий ствол пристосований для ведення безперервного вогню. З LSW можна було вести лише автоматичний вогонь. LSW має квадратну цівку з руків'ям для перенесення і вертикальне руків'я, яке можна використовувати як монопод. LSW, до не давна, не мав виступу для засувки багнета через оригінальну сошку. Нові сошки кріпляться до тієї ж стійки ствола, що і руків'я для перенесення і переднє руків'я, тому сучасні моделі LSW виготовляються з багнетним виступом. На відміну від більшості варіантів M16, він стріляє відкритого затвора, що дозволило прибрати досилач затвора. LSW, які використовують в королівській армії Данії та в корпусі морської піхоти Нідерландів (LOAW / LOAWNLD), стріляє з закритого затвора, а також має режим самозарядної стрільби. Спочатку Diemaco LSW був ліцензійним варіантом Colt 750, але Colt та Diemaco модернізували свою зброю, додавши до неї знімне руків'я для перенесення та інші функції.

## Інші варіанти Diemaco

### Варіант C7CT та C8CT Designated Marksman
Лінійка Diemaco C7/C8 укомплектована двома снайперськими варіантами, C7CT та C8CT, де CT походить від Custom Tactical. Ці покращені варіанти C7/C8 розроблені для забезпечення точного ураження на відстані до 600 м, а також для забезпечення сумісності системи з іншою польовою зброєю. У них є двоступеневі спускові гачки і важкий приклад, щоб врівноважити важкий 508 мм або 410 мм вільно плаваючий ствол, розташований в трубчастій цівці ложи. До цієї цівки ложі кріпляться знімні сошки, рейки для цілевказівників, ремені тощо. Є спеціальне характерне пістолетне руків'я, а приклад в стилі C7 можна регулювати за допомогою регулювальних шайб. Зазвичай на зброю кріпиться глушник. Гвинтівку розроблено, як зброю снайперського корегувальника або зброю стримування поліції. Зброя серії CT відповідає або перевершує всі відповідні військові стандарти, в тому числі: по надійності у всіх умовах навколишнього середовища і експлуатації, точності, летальності, ремонтопридатності в польових умовах і безпеці.
Індивідуальні тактичні особливості:
- Безпосередня дія порохових газів: Завдяки унікальній системі подачі порохових газів в зброї немає робочого поршня і утримує всі сили пострілу на лінії ствола для максимальної точності та надійності.
- Важкий кований цільовий ствол: Дуже важкий профіль ствола зберігає нульове значення з встановленими аксесуарами і забезпечує додаткову теплову масу для розсіювання тепла для підвищення стабільності.
- Плаский верх: Верхня ствольна коробка може бути виготовлена з рейкою Вівера або рейкою Пікатінні MIL-STD-1913 за специфікацією канадських збройних сил.

### Учбова версія C10 під малий калібр
Diemaco випускала учбову версію C7 під назвою C10. Вона стріляє набоями .22 Long Rifle, але з неї можна вести лише самозарядний вогонье. Приклад та нижня стволова коробка є однією деталлю. C 10 була представлена, але не випускалася, а системи під набій .22 калібру збройні сили Канади після зняття з озброєння гвинтівки C1A1 не використовували. Кілька років тому армійський кадетський корпус перейшов з гинтівок під набій .22 калібру на гвинтівки під набій .177 калібру.

### IUR— Integrated Upper Receiver
В 2008 або 2009 роках компанія Colt Canada представила повністю нову верхню коробку з вмонтованою системою кріплення рейок. Передня цівка в цій системі перманентно прикріплена до верхньої ствольної коробки. Всю систему ковано з цільного шматка і інколи її називають монолітна рейка. Ця система дозволяє використовувати повністю вільно плаваючий ствол. Ще одна унікальна особливість полягає в тому, що систему можна адаптувати під стволи різної довжини, приєднавши подовжувач. Система була представлена в якості оновлення гвинтівок C7 та карабінів C8 голландської армії в 2009 році і в даний час вводиться данською армією.

### MRR— Modular Rail Rifle
В 2015 році компанія Colt Canada представила MRR або Modular Rail Rifle — модульну рейкову гвинтівку, яка потрапила на ринок в 2016 році. По суті це монолітна верхня ствольна коробка з системою кріплення Magpul M-Lok для аксесуарів. Гвинтівки мають стволи довжиною 11.6, 14.5, 15.7 та 18.6 дюймів. Версія зі стволом 11.6 дюймів має коротшу цівку. На кінець 2016 року 14.5-дюймовий варіант пропонується лише правоохоронцям та військовим.

## Порівняльна таблиця варіантів C7 та C8
| Номер моделі Colt | Номер моделі Diemaco | Канадське позначення | Британське позначення | Данське позначення | Довжина ствола     | Тип ствола                            | Тип цівки                    | Тип прикладу                                           | Тип руків'я | Тип нижньої стволової коробки | Тип верхньої стволової коробки | Тип цілика | Дуловий пристрій                  | Досилач затвора | Відбивач | Зажим багнета | УСМ                 |
| ----------------- | -------------------- | -------------------- | --------------------- | ------------------ | ------------------ | ------------------------------------- | ---------------------------- | ------------------------------------------------------ | ----------- | ----------------------------- | ------------------------------ | ---------- | --------------------------------- | --------------- | -------- | ------------- | ------------------- |
| 715               | C7                   | C7                   | Н/Д                   | Н/Д                | 508 мм (20,0 дюйм) | A2 Profile (1 на 180 мм обертів)      | На всю довжину, гумова       | Фіксований A2                                          | A2          | A2                            | A2                             | A1         | Полум'ягасник типу birdcage M16A2 | Так             | Так      | Так           | S-R-Auto            |
| Н/Д               | C7FT                 | C7A1                 | Н/Д                   | Gv M/95            | 508 мм (20,0 дюйм) | A2 Profile (1 на 180 мм обертів)      | На всю довжину, гумова       | Фіксований A2                                          | A2          | A2                            | Плаский                        | Ні         | Полум'ягасник типу birdcage M16A2 | Так             | Так      | Так           | S-R-Auto            |
| Н/Д               | C7A2                 | C7A2                 | Н/Д                   | Н/Д                | 508 мм (20,0 дюйм) | A2 Profile (1 на 180 мм обертів)      | На всю довжину, гумова       | Чотирипозиційний, висувний                             | A2          | A2                            | Плаский                        | Ні         | Полум'ягасник типу birdcage M16A2 | Так             | Так      | Так           | S-R-Auto            |
| 750               | LSW                  | Н/Д                  | Н/Д                   | LSV M/04           | 508 мм (20,0 дюйм) | A2 HBAR Profile (1 на 180 мм обертів) | Квадратна LMG                | Фіксований A2                                          | A2          | A2                            | A2 або Плаский                 | A2 або Ні  | Полум'ягасник типу birdcage M16A2 | Так або Ні      | Так      | Так або Ні    | S-R-Auto або S-Auto |
| 725               | C8                   | C8                   | Н/Д                   | Н/Д                | 368 мм (14,5 дюйм) | A1 Profile (1 на 180 мм обертів)      | Коротка, циліндрична, гумова | Двопозиційний, висувний                                | A2          | A2                            | A2                             | A1         | Полум'ягасник типу birdcage M16A2 | Так             | Так      | Так           | S-R-Auto            |
| Н/Д               | C8FT                 | C8A1                 | Н/Д                   | Н/Д                | 368 мм (14,5 дюйм) | A1 Profile (1 на 180 мм обертів)      | Коротка, циліндрична, гумова | Чотирипозиційний, висувний                             | A2          | A2                            | Плаский                        | Ні         | Полум'ягасник типу birdcage M16A2 | Так             | Так      | Так           | S-R-Auto            |
| Н/Д               | C8FTHB               | C8A2                 | Н/Д                   | Kb M/96            | 368 мм (14,5 дюйм) | A2 HBAR Profile (1 на 180 мм обертів) | Коротка, циліндрична, гумова | Чотирипозиційний, висувний. Трипозиційний у версії DK. | A2          | A2                            | Плаский                        | Ні         | Полум'ягасник типу birdcage M16A2 | Так             | Так      | Так           | S-R-Auto            |
| Н/Д               | SFW                  | Н/Д                  | L119A1                | Н/Д                | 399 мм (15,7 дюйм) | SFW Profile (1 на 180 мм обертів)     | KAC M4 RAS                   | Чотирипозиційний, висувний                             | A2          | A2                            | Плаский                        | Ні         | Полум'ягасник типу birdcage M16A2 | Так             | Так      | Так           | S-R-Auto            |

## Служба

### Данія

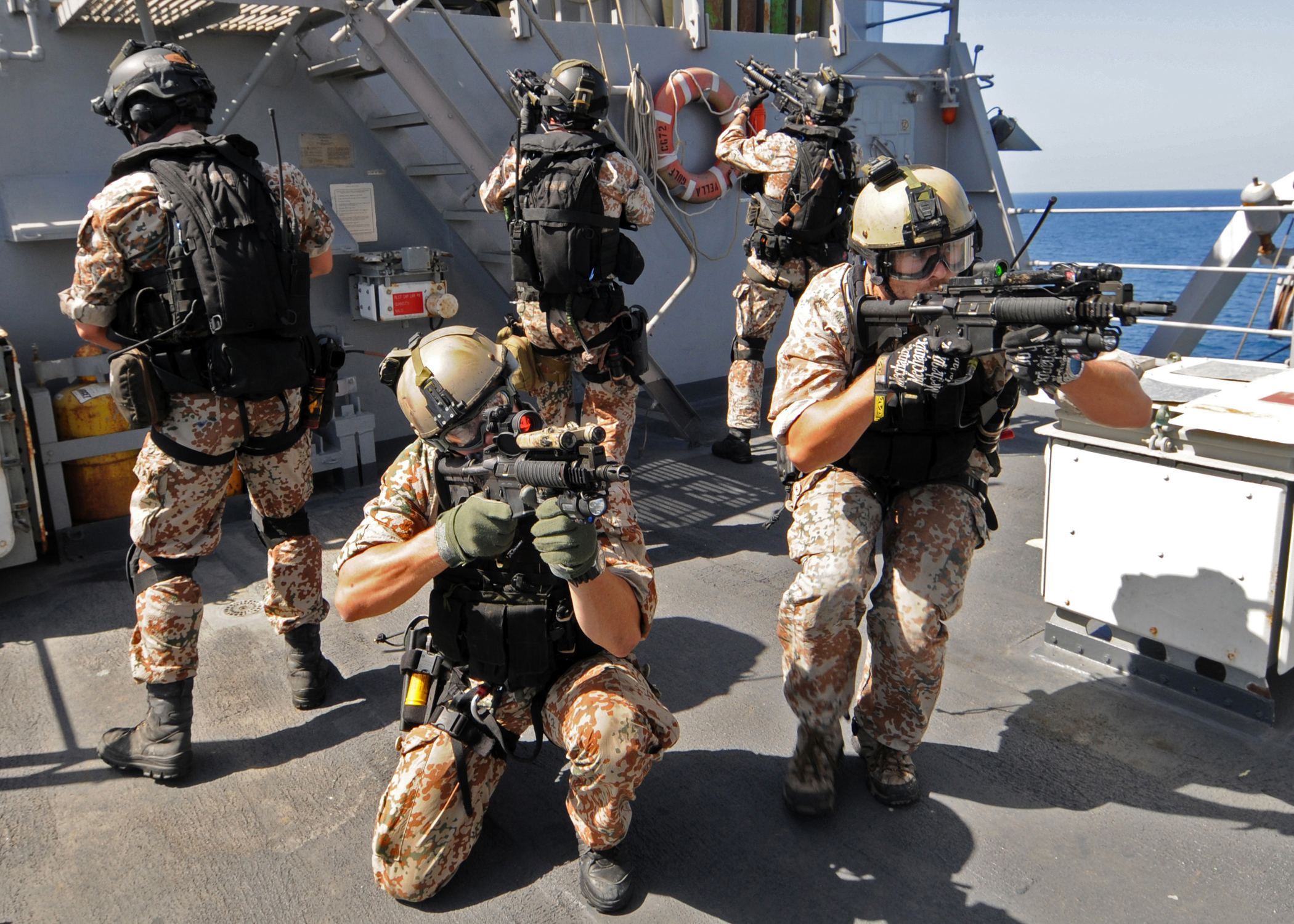
C8 CQB (Close Quarters Battle) використовує абордажна команда королівських ВМС Данії.

Данія придбала першу партію C7A1 в 1995 та C8A1 в 1996 роках. Вони отримали позначення M/95 та M/96 carbine відповідно. В 2004 році було придбано LSW, яке отримало позначення LSV M/04. Вони замінили німецькі M/75 (H&K G3), які були на озброєнні піхоти з 1975 року.
C7A1 знаходиться на озброєнні піхотних підрозділів королівської армії Данії. C8A1 використовують у підрозділах де фізично довші C7A1 можуть заважати солдату в роботі, наприклад, тиловики, танкісти та спеціальні підрозділи. Спецпідрозділи Jægerkorpset та Frømandskorpset використовують C8SFW з 401-міліметровим стволом та додатковими передніми рейками. Зараз розформований підрозділ дальньої розвідки Patruljedelingen, також використовував C8SFW.
LSW видавали «кулеметникам підтримки» в піхотних відділеннях. Проте, планується, що данська армія для підтримки буде використовувати кулемети під набій 7,62 мм зі стрічковим живленням. Більшість LSW призначені для передачі данським військам місцевої оборони.
Армія майже всюди використовує C7A1 та C8A1 з оптичним прицілом Elcan C79, а хемверн використовує C8A2 зі шведськими Aimpoint. Головна особливість Aimpoint — прицілювання «обома відкритими очима». Це кращий метод прицілювання на більш коротких дистанціях.
C7A1 була вперше видана підрозділам Logcoy/Danbn/Dancon данської міжнародної бригади, в жовтні–листопаді 1995 року незадовго до переходу від UNPROFOR до IFOR в Боснії.
4 січня 2009 року данська армія втратила деяку кількість ручної зброї, в тому числі гвинтівки M/95 та M/96 через збройне пограбування охорони Антворсковської казарми. Пограбування стало можливим виключно завдяки внутрішнім знанням і допомозі. Останню вкрадену зброю поліція повернула 22 листопада 2011 року.
У 2010 році данська служба тилового забезпечення замовила покращені версії M/96 та M/95 у компанії Colt Canada під данським позначенням M/10, які компанія Colt Canada позначили C8 IUR. Гвинтівка має плаваючий 401-міліметровий ствол, повністю двобічні органи керування, відкидні механічні приціли, складний приклад з кількома позиціями та інтегрована верхня ствольна коробка (IUR).
Під час стрільби в Копенгагені в 2015 році одна жертва була вбита з гвинтівки M/95 яка належала данським силам самооборони і була викрадена з будинку.

### Афганська національна армія
В 2007 та 2008 роках Канада передала 2500 надлишкових штурмових гвинтівок C7 афганській національній армії. В 2011 році національна армія повернула C7 оскільки було обрано американські M16. Представники канадських збройних сил заявили, що канадські гвинтівки будуть відправлені до Канади для утилізації.

### Нідерланди

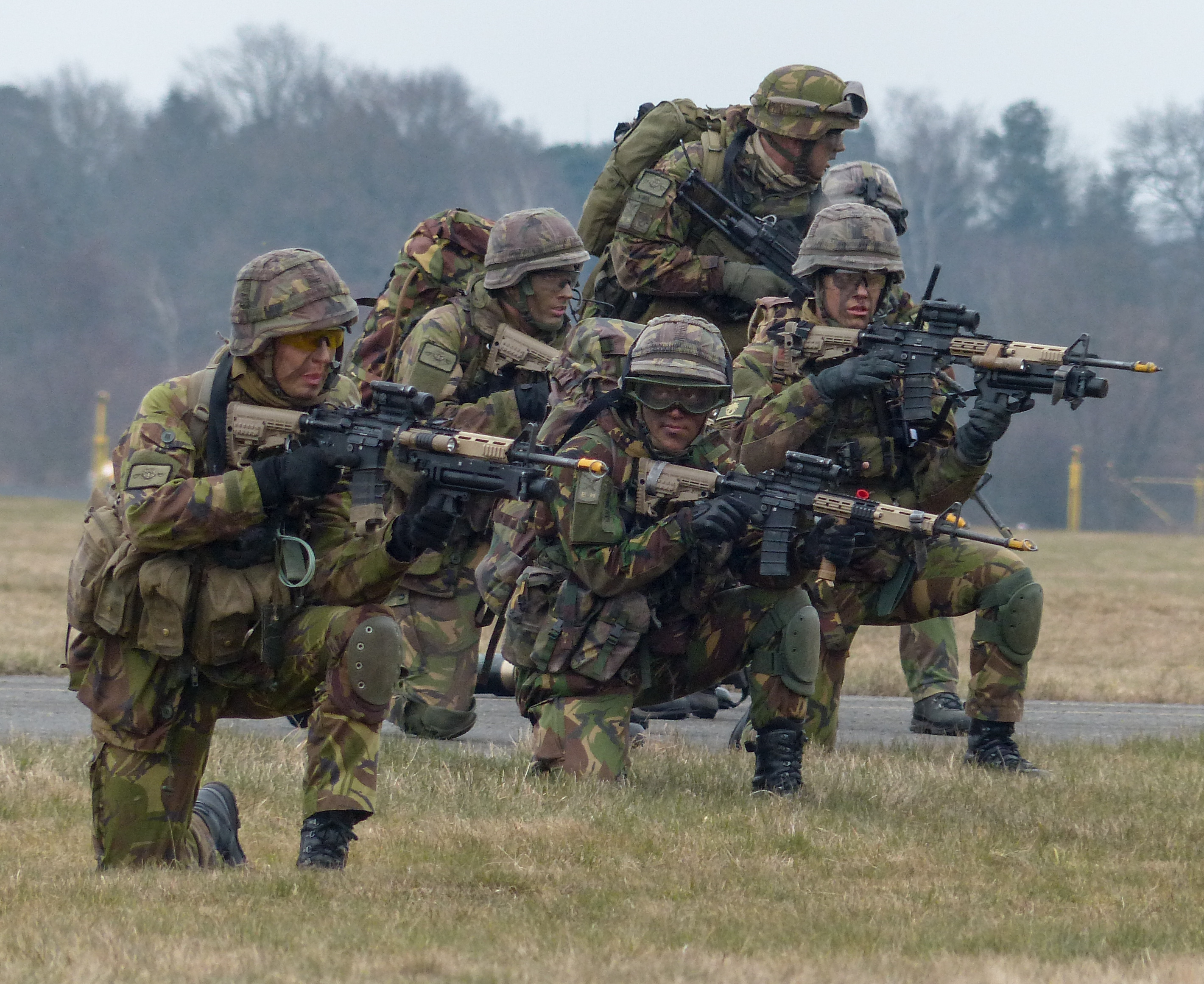
Останній оновлений варіант C7NLD штурмової гвинтівки C7 на голландській службі, 2013 рік (на стволах видно жовті насадки для стрільби холостими набоями).

У голландській армії найбільш поширеною версією є C7. 11-та аеромобільна бригада, яка складається з 11 піхотного батальйону Garderegiment Grenadiers en Jagers, 12 піхотного батальйону Regiment Van Heutsz та 13 піхотного батальйону Regiment Stoottroepen Prins Bernhard використовують C7A1, а карабін C8A1 (Diemaco C8FT) загалом використовує підрозділ Korps Commandotroepen, пізніше його замінили на HK416, парашутисти аеромобільної бригади (одна рота на батальйон), корпус морської піхоти та більшість розвідувальних підрозділів різних бойових підрозділів, в тому числі передові авіа оператори та розвідувальні підрозділи кавалерії та артилерії. Корпус морської піхоти також використовує LSW, який має місцеву назву LOAW.
Багато голландських C7, C8 та LOAW пройшли капітальний ремонт: чорна оснастка була замінена темно-земляну. Серед нових деталей є висувний приклад, вмонтована верхня ствольна коробка Diemaco з вмонтованою рейковою системою для кріплення ліхтариків та лазерних цілевказівників, а також вертикальне переднє руків'я з вмонтованою сошкою також відомою як «Grip Pod»; пластикові магазини тепер стали коричневого кольору. Прицільна система ELCAN була замінена шведським прицілом з червоною крапкою Aimpoint CompM4. Ця оновлена версія відома, як C7NLD, C8NLD та LOAWNLD.

### Швеція
Diemaco C8 SFW (Special Forces Weapon) використовується спецпідрозділом Särskilda operationsgruppen з прицілами Aimpoint та різними насадками.

### Об'єднане Королівство

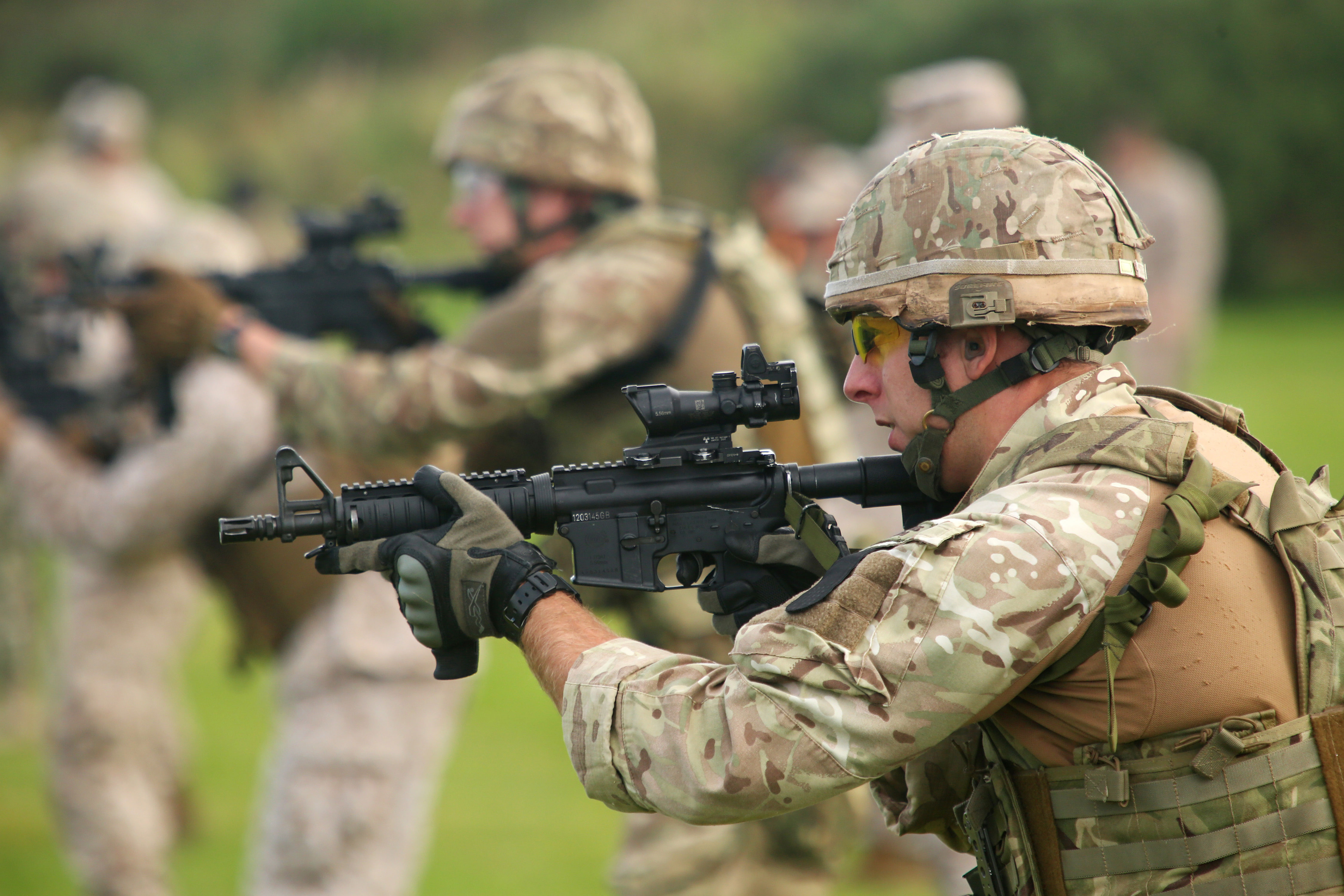
Навчання Королівської морської піхоти з 43 групи командос захисту флоту з гвинтівками L119A1, оснащеними верхніми стволовими коробками CQB у 2014 році (за п'ять років до прийняття L119 на озброєння Королівською морською піхотою в цілому).

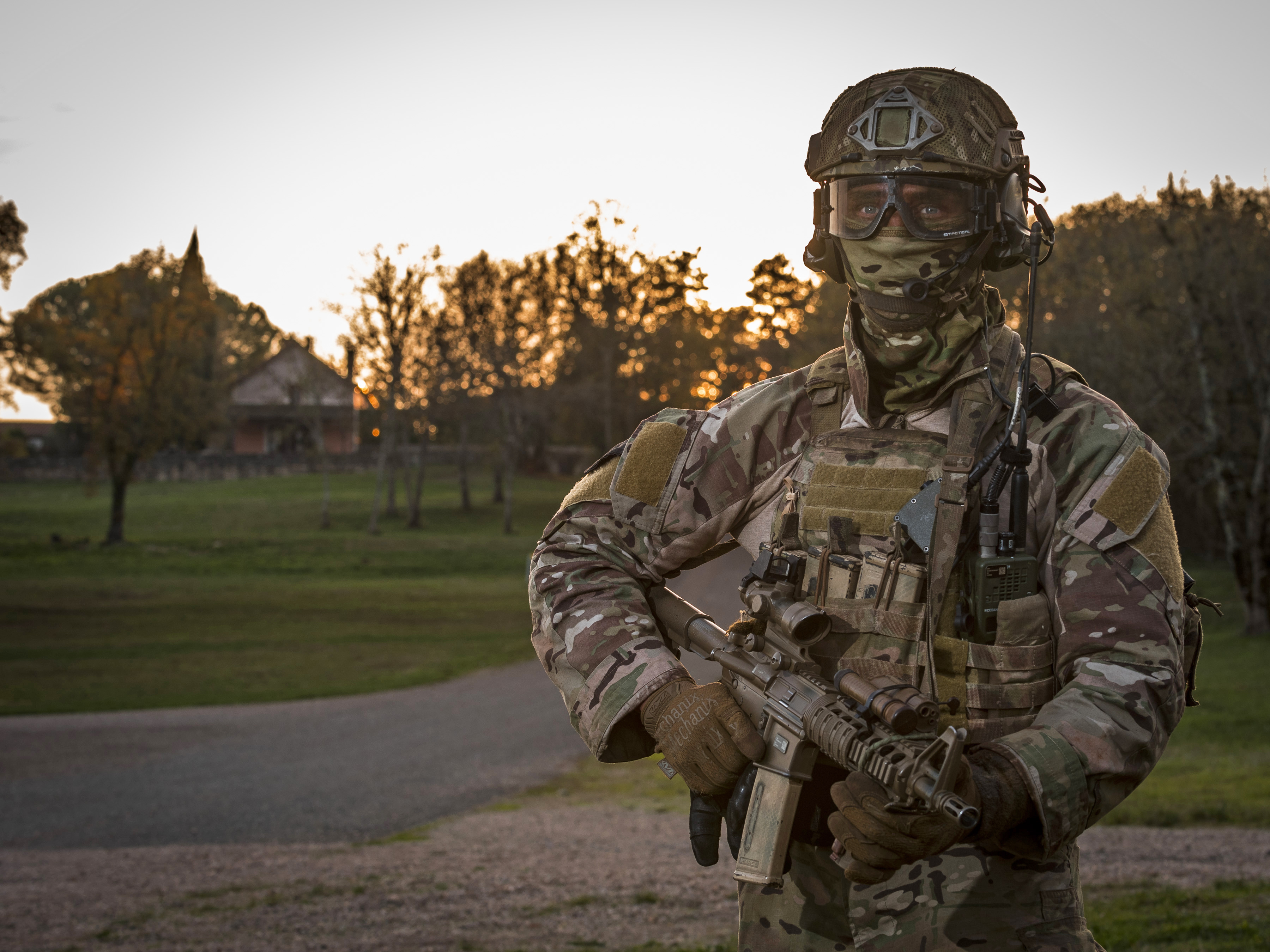
Солдат взводу слідопитів з гвинтівкою L119A1 з верхньої ствольною коробкою CQB в 2018 році.

В середині 1990-х років Об'єднане Королівство спочатку обрало Diemaco C8 в якості персональної зброї спеціальних сил (SFW). Пізніше, в середині 2000-х років, цей вибір було підтверджено. Під час випробувань SFW, C8 перевершила гвинтівки Heckler & Koch G36 та SIG SG551. C8SFW була прийнята на озброєння під позначенням L119A1. L119A1 було прийнято настільки добре, що його запланована на 2014 рік програма заміни була відкладена на користь подальшого використання. Використовували C8, окрім SAS та SBS, група підтримки спеціальних сил, взвод слідопитів 16-ї ДШБ, 43 група Командос підтримки флоту, команди підтримки королівської військової поліції та поліція Міністерства оборони. На озброєнні знаходиться приблизно 2500 одиниць. Для користувачів доступна зброя з різною довжиною стволів, а більшість зброї має цівки з рейковою системою Knights Armaments Rail Adapter System та пласкою ствольною коробкою з рейкою Пікатінні. Більшість стрільців використовують приціли Trijicon ACOG x4 з рефлективним кріпленням CQB, але використовують і інші приціли. Використовуються різні лазерні цілевказівники, ліхтарики, передні руків'я та інші насадки. Як правило, використовуються полум'ягасники вихрового типу Surefire, крім того, доступні глушники. В комплекті йде багнет, але використовують його рідко. Також є доступна оснастка різного кольору. У Великій Британії надають перевагу полімерним магазинам замість металевих через меншу вагу і надійність, і зараз вони стандартизовані для всіх користувачів C8 та SA80. Придбано понад мільйон магазинів. Багато зброї оснащено підствольними 40 мм гранатометами L17A1, британське позначення німецького гранатомета Heckler & Koch AG-C. Для підствольних гранатометів доступні знімні плечові упори для окремого використання. 43 група Командос захисту флоту замінили свої гвинтівки L85A2 на C8 в 2016 році, а інші підрозділи Королівської морської піхоти почали міняти свою зброю в 2019 році.
В 2014 році Міністерство оборони оновило гвинтівки L119A1 до L119A2. Є два варіанти: Стандартний карабін з 15.7-дюймовим стволом та CQB (Close Quarter Battle) з 10.5-дюймовим стволом. Варіант CQB став найпоширенішим варіантом. Обидва варіанти A2 мають спеціальну вбудовану верхню стволову коробку (IUR), 4-контактний полум'гасник SureFire, жовто-коричневий приклад Magpul, пістолетне руків'я Ergo та двосторонні органи керування.

### Ботсвана
Збройні сили Ботсвани використовують модульні рейкові гвинтівки MRR15.7M та MRR11.6S в якості патрульної зброї та карабінів ближнього бою. Зброя має вбудовану верхню ствольну коробку, двосторонні органи керування, двостороннє руків'я заряджання, спеціальні складні цілик та мушка, жовто-коричневе пістолетне руків'я та висувний приклад. Вони використовуються для цілей національної оборони, підтримання миру за кордоном і боротьби з браконьєрством.

### Україна
У 2018 році у ЗМІ розповсюджувалась інформація про наміри українського керівництва підписати контракт з Colt Canada на поставку автоматів С7/С8, однак цей проєкт не був реалізований.
14 лютого 2022 року канадський уряд схвалив надання військової допомоги для України на суму 7,8 млн канадських доларів. У склад допомоги зокрема увійшли кулемети (імовірно LSW), карабіни (імовірно С8), снайперські гвинтівки, пістолети та 1,5 млн одиниць патронів. Перший літак C-17 з військовою допомогою прибув до Міжнародного аеропорту «Львів» вже 19 лютого 2022 року, другий — 23 лютого.
У квітні 2022 року Командування підготовки Командування сухопутних сил ЗСУ випустило інструкцію з користування для автоматів С7/С8/SFW та ручних кулеметів LSW — «Керівництво оператора. Сімейство бойової зброї C7». Інструкцію можна вільно завантажити в мережі Інтернет.
У жовтні 2022 року ЗСУ офіційно отримали штурмові гвинтівки Colt Canada C7 від Канади.

## Користувачі
- Афганістан: Пожертвувана зброя, яку використовувала раніше Національна армія Афганістану,[20] але пізніше зброю повернули в Каанаду.[21]
- Ботсвана: MRR15.7M та MRR11.6S Modualar Rail Rifle використовують збройні сили Ботсвани.[36]
- Канада: Використовують збройні сили Канади[37] та правоохоронці в тому числі Канадська королівська кінна поліція,[38] поліція провінції Драйден,[39] муніципалітету Галтон,[39] поліція провінції Онтаріо, регіональна поліція Йорку та Надзвичайна оперативна група.[39] Також цю зброю використовувала Виправна служба Канади.
- Данія[37]
- Ісландія: Використовується ісландським підрозділом кризового реагування
- Нідерланди: Використовується збройними силами Нідерландів.[37][40][41]
- Норвегія: Використовується Forsvarets Spesialkommando (сухопутні війська Норвегії)[42] та Marinejegerkommandoen (військово-морські сили Норвегії).[43] Також використовується у різних підрозділах поліції Норвегії, в тому числі підрозділ спеціального призначення Beredskapstroppen Delta,[44][45] Королівський поліцейський ескорт та норвезька поліційна служба безпеки.[46]
- Україна: Використовується в Збройних силах.
- Швеція
- Об'єднане Королівство: Використовується поліцією Міністерства оборони,[47] Королівською військовою поліцією,[48] чота Pathfinder парашутного полку, Королівська морська піхота та сили спеціальних операції.[49]

## Виноски
1. 1 2  Оригінальна гвинтівка M16E1[1]